# Peter Jansson
Peter Jansson   (Hyllinge, p. dècada del 1970) és un antic pilot d'enduro suec que va guanyar el Campionat del món de 500cc 4T el 1996 amb Husaberg i va formar part de l'equip suec que va guanyar el Junior Trophy als Sis Dies Internacionals d'Enduro el 1992.